# خدمة (شبكات)
في شبكات الحاسب، الخدمة  (بالإنجليزية: Service)‏ هي تطبيق مُوزّع عامل في أعلى طبقة من نموذج الشبكة المُستعمل، يمكن أن يقوم بتخزين البيانات ومعالجتها أو عرضها أو يُقدّم إمكانية تشارك الموارد  أو تبادل الرسائل أو رزم المُعطيات  أو أيّ عمل آخر يُمكن تأديته عن بعد عبر الشبكة. تُقدَّم الخدمات وفق بروتوكولات خاصّة تعمل وفق نموذج طلب الخدمة (Client/Server) أو وفق نموذج القرائن (P2P).
إنّ نموذج طلب الخدمة (Client/Server) هو الشكل الأكثر شيوعاً لتقديم الخدمات، فيه يطلب العُملاء الحصول على الخدمة من حواسيب خاصّة تقدمّها تُسمى المُخدمّات.

## تصنيف الخدمات

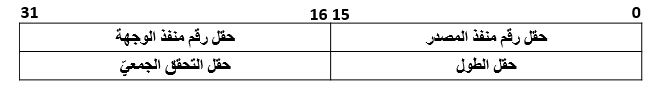
ترويسة بروتوكول حزم بيانات المُستخدم (UDP)، يُمكن ملاحظة وجود حقول خاصّة بأرقام المنافذ لتصنيف الخدمات.

تقوم الهيئة المانحة لأرقام شبكة الإنترنت (IANA) ومجموعة مهندسي الإنترنت (IETF) بتصنيف الخدمات التي يُمكن تقديمُها عبر الشبكة. إن إجراءات التصنيف وآليّاته مشروحة في الوثيقة (RFC 6335) المُعنونّة: «إجراءات أيانا لإدارة سجلات أسماء الخدمات وأرقام منافذ بروتوكولات النقل» (IANA Procedures for the Management of the Service Name and Transport Protocol Port Number Registry)، كما يُمكن الإطلاع على السجلات الخاصة بالخدمات المُسجلّة وأرقام المنافذ الممنُوحة لها من الموقع الرسمي للهيئة.
يجري تصنيف الخدمات بحسب الوظيفة، وتمنح كل خدمة رقم منفذ مُميز يُمكن استخدامه لتمييزها، فعلى سبيل المثال يُخصص رقم المنفذ (21) لخدمة نقل الملفّات، أمّا رقم المنفذ (80) فيُخصص لخدمة تصفّح الويب. جرى تقسيم مجال أرقام المنافذ إلى ثلاث مجالات، الأول هو أرقام منافذ النظام وتتراوح بين (0-1023) والثاني هو أرقام منافذ المُستخدم وتتراوح بين (1024-49151) وأخيراً أرقام المنافذ الخاصّة، وتمتد ضمن المجال (49152-65535) ولا يتمّ منح أي أرقام منافذ من هذا المجال.
سواءً تم الاعتماد على نموذج الإنترنت (TCP/IP) أو على نموذج الاتصال المعياريّ (OSI) فإنّ تصنيف الخدمات هي وظيفة طبقة النقل، وتُخصص البروتوكولات العاملة على هذه الطبقة حقولاً في ترويساتها لأرقام المنافذ، ومن هذه البروتوكولات: بروتوكول التحكّم بالنقل
(TCP) وبروتوكول حزم بيانات المُستخدم (UDP) وبروتوكول التحكّم بتدفق النقل (SCTP) وبروتوكول التحكّم بازدحام الحزم (DCCP).

## طرق قياس أداء الخدمة

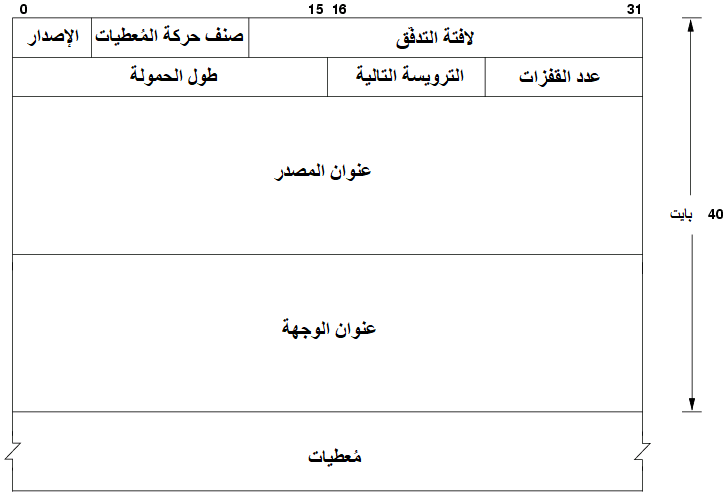
رزمة مُعطيات الإصدار السادس من بروتوكول الإنترنت (IPv6). ويُمكن ملاحظة حقل صنف حركة المُعطيات الذي يُستخدم لتحديد نمط الخدمة المرغوب للرزمة.

جودة الخدمة هي وصف لأداء الخدمة الإجمالي، ويأخذ هذا المصصلح معنىً خاصّاً في شبكات الحاسب، حيث يُشير إلى آليّات الأولويّة والتحكّم بحجز الموارد التي تُمنح لحركة المُعطيات لا إلى جودة الخدمة التي يُراد الحصول عليها. بشكلٍ مُختصر، تعني جودة الخدمة في هذا السياق القدرة على منح أولويّات مختلفة لتطبيقات أو مُستخدمين أو تدفّقات مُعطيات مُتمايزة بحيث يضمن كل منها الحصول على حدّ أدنى من جودة الأداء.
في شبكات تبديل الرزم، تتأثّر جودة الخدمة بعدد من العوامل أهمّها: الإنتاجيّة ومُعدّل الخطأ وفترة الانتظار والتأرجح في زمن التأخير (Jitter) ومُعدّل النقل، بالإضافة لذلك، تتأثر جودة الخدمة أيضاً بعوامل أخرى مثل معدّل فقدان الرزم ووصولها بترتيب مُغاير لترتيب إرسالها.
في الشبكات التي تعتمد على الإصدار الرابع من بروتوكول الإنترنت (IPv4) يتم تحديد جودة الخدمة، والتي تُسمّى نمط الخدمة (Type of Service ToS)، الذي يُراد أن تحصل الرزمة عليه من خلال حقل خاص في الترويسة، هو حقل نمط الخدمة، الذي يُحدد فترة الانتظار والإنتاجيّة والوثوقيّة المرغُوبة للرزمة. لاحقاً تمّ تحديد مُتطلبات مُضيفي الإنترنت لدعم أنماط الخدمة  وأنماط الخدمة المدعومة في حزمة بروتوكولات الإنترنت.
مع تطوير الإصدار السادس من بروتوكول الإنترنت (IPv6)، تمّ إعادة تعريف أنماط الخدمة، وخُصص حقل صنف حركة المُعطيات (Traffic Class) ليُلبي مطلب الأولويّة، ويُقسّم هذا الحقل إلى قسمين، الأول بطول (6) بت، ويُسمّى ترميز الخدمات المُتمايزة (DSCP)، ويحتوي على التراميز الخاصّة بجودة الخدمة التي يُراد أن تحصل الرزمة عليهاأثناء عبُورها للشبكة، أما الثاني فهو بطول (2) بت ويُخصص لإشعار الإزدحام الصريح(ECN).
في شبكات تبديل الدارات يُستعمل مفهوم أخر لقياس الأداء هو درجة الخدمة (Grade of Service GoS)، وهو عدد لا واحدة له يُمثّل النسبة بين عدد قنوات الاتصال المحجوبة (Blocked Calls) إلى عدد القنوات المعروضة (Offered Calls)، وهو يعبر عن احتمال أن يُحجب الاتصال أثناء محاولة إكمال الدارة. إنّ درجة الخدمة هي مؤشّر يُستخدم لتعريف الأداء المرغوب للنظام من خلال تحديد احتمال حصول المُستخدم على الخدمة المرغوبة من أجل عدد مُحدد من القنوات المُتاحة.

## أمثلة
يُقدّم نظام أسماء النطاقات (DNS) خدمة إيجاد عنوان بروتوكول الإنترنت (IP) المُقابل لاسم النطاق، وهذا مثال عن الخدمات التي تُقدّم في الشبكة، خدمة التهيئة الآليّة للمضيفين هي مثالٌ آخر، يتمّ فيه تزويد المُضيفين بإعدادات التهيئة بشكل آليّ عبر بروتوكول التهيئة الآليّة للمضيفين (DHCP)، من الأمثلة الأخرى:
- خدمة الدليل [29]
- خدمة البريد الإلكتروني[30][31]
- خدمة مُشاركة الملفّات
- خدمة التراسل الفوري[32][33]
- الألعاب عبر الشبكة

- خدمة الطباعة عبر الشبكة [34][35]
- خدمة الويب[36]
- خدمة التوقيت[37]
- خدمة إدارة الشبكة[38]
- خدمة المُهاتفة الفيديويّة[39][40]

تتبع الشركات التجاريّة التي تقدّم خدمات الشبكة أو الدعم الفنيّ لها تصانيف خاصة بها تتناسب مع طبيعة ونوعيّة الخدمات التي تقدمها.

## اعتبارات أمنيّة

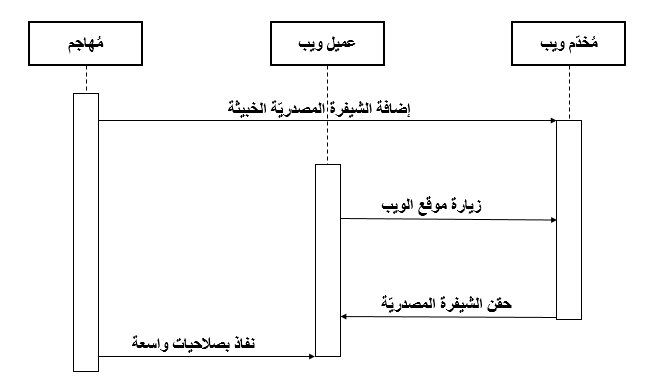
مُخطط تسلسل العمليّات لهجوم حقن البرامج عبر موقع وسيط.

على الرغم من أن الخدمات عبر الشبكة يُمكن أن تكون ذات توجّه أمنيّ مثل خدمة التحقق من الهوية ومنح الصلاحيّات والمُتابعة (AAA)، إلا أنّها قد تُشكّل ثغرة أمنيّة يُمكن استغلالُها لشنّ هُجوم على الشبكة. فيما يلي استعراض لبعض الهجمات الأمنيّة التي يُمكن أن ترتكز على الخدمات المُقدمة عبر الشبكة:
- هجوم تجاوز سعة المخزن المُؤقّت (Buffer overflow): ويتمّ فيه إضافة أسطر إلى الشيفرة المصدريّة الخاصّة ببرنامج المُخدّم بحيث يتم تجاوز حدود الذاكرة المُخصصة لقسم التعليمات والانتقال إلى أقسام أخرى.[47] قد يسبب هذا الهجوم فشل نظام المُخدّم، إذا احتوت الشيفرة الجديدة على محاولات وصول لمواقع محميّة أو غير موجودة، كما قد يستخدم لفتح ثغرة أمنيّة بحيث يكون جزء من مرحلة تسبق محاولة الحصول على صلاحيات أكبر على المُخدّم. يُستخدم هذا الهجوم على نطاق واسع في مخدّمات الويب.[48]

- هجوم حجب الخدمة (DoS):[49] ويهدف فيه المهاجم إلى جعل الخدمة غير متاحة للعملاء عن طريق إخراج المُخدّم عن العمل أو تعطيلُه بشكلٍ مؤقّت أو دائمٍ، وتتمّ العملية من خلال إرسال عدد كبير من الطلبات تفوق قدرة المُخدّم على المعالجة، ما قد يسبب فشل نظامه أو عدم قدرته على معالجة الطلبات الحقيقية وبالتالي فشله في تقديم الخدمة للعملاء.[7]

- هجوم حقن البرامج عبر موقع وسيط ((Cross-site scripting (XSS): يعتمد هذا الهجوم على المُخدمّات التي ترسل برامج نصيّة (Script) إلى العملاء. يقوم المُهاجم فيه[50] بحقن شيفرات مصدريّة خبيثة في طرفيّات العملاء عن طريق المُخدّم، ويتطلب هذا نجاح هذا الهجوم قيام الضحية بطلب الخدمة من المُخدّم الذي يحتوي على الشيفرة الخبيثة. يُمكن إيقاف هذا النوع من الهجمات بتهيئة جدران الحماية (Firewall) بشكلٍ مُناسب.[51]

## وصلات خارجيّة
- خدمات الشبكة، مقالة مُقدّمة من مايكروسوفت.
- مراجعة عن جودة الخدمة مقالة مُقدّمة من مايكروسوفت.
- أنواع مُخدّمات الشبكة، تصنيف هيئة المواصفات الاسكتلندية (SQA).